# Gladiolus stokoei
Gladiolus stokoei är en irisväxtart som beskrevs av Gwendoline Joyce Lewis. Gladiolus stokoei ingår i släktet sabelliljor, och familjen irisväxter. Inga underarter finns listade i Catalogue of Life.